# Pritha hirsuta
Espèce
Synonymes
- Filistata hirsuta O. Pickard-Cambridge, 1872

Pritha hirsuta est une espèce d'araignées aranéomorphes de la famille des Filistatidae.

## Distribution
Cette espèce est endémique d'Israël. Elle se rencontre en Galilée.

## Publication originale
- O. Pickard-Cambridge, 1872 : General list of the spiders of Palestine and Syria, with descriptions of numerous new species, and characters of two new genera. Proceedings of the Zoological Society of London, vol. 1872, p. 212-354 (texte intégral).